# Højskolesangbogen
Højskolesangbogen (aus dänisch højskole und sangbogen) ist der Name eines klassischen dänischen Liederbuchs, das mit seiner vielfältigen Auswahl an Liedern erstmals 1894 veröffentlicht wurde (unter dem Titel „Sangbog udgivet af Foreningen for højskoler og landbrugsskoler og 506 udvalgte sange“ (Liederbuch des Verbandes der Hochschulen and Landschulen und 506 ausgewählte Lieder)).

## Ausgaben
Es gibt seitdem viele Ausgaben, die sich in ihrem Inhalt unterscheiden. Die jüngste Ausgabe ist die 19. Ausgabe aus dem Jahr 2020.
Das Højskolesangbogen ist ein von Heinrich von Nutzhorn erstelltes Liederbuch, das 1894 in einer ersten Auflage und 1922 (10. A.) in einer grundlegend überarbeiteten Standardausgabe erschien (siehe auch Thorvald Aagaard).

„Der große Durchbruch des Gesangbuches kam mit der 13. Ausgabe von 1939, das war die Ausgabe, die im 2. Weltkrieg in Verbindung mit den großen „Alsangsstævner“ (Alle-Singen-Kundgebungen) verwendet wurde. Patriotische Lieder hatten die Funktion des stillen Protests der Bürger gegen die deutsche Besatzung.“

## Thematische Gliederung
Thematisch sind die Lieder folgendermaßen gegliedert (mit ergänzender deutscher Übersetzung):
- Morgen (Morgen)
- Tro (Glauben)
- Liv (Leben)
- Sprog og ånd (Sprache und Geist)
- Frihed og fællesskab (Freiheit und Gemeinschaft)
- Året (Das Jahr)
  - Advent (Advent)
  - Jul (Weihnachten)
  - Nytår (Neujahr)
  - Vinter (Winter)
  - Tidligt forår (Frühlingsanfang)
  - Påske (Ostern)
  - Sent forår (Später Frühling)
  - Pinse (Pfingsten)
  - Tidlig sommer (Frühsommer)
  - Midsommer (Mittsommer)
  - Højsommer (Hochsommer)
  - Sensommer (Spätsommer)
  - Tidligt efterår (Frühherbst)
  - Allehelgen (Allerheiligen)
  - Sent efterår (Spätherbst)
- Danmark (Dänemark)
- Norden (Norden)
  - Grønland (Grönland)
  - Færøerne (Färöer-Inseln)
  - Island (Island)
  - Norge (Norwegen)
  - Sverige (Schweden)
  - Åland (Åland)
  - Finland (Finnland)
- Kærlighed (Liebe)
- Folkeviser og ballader (Volkslieder und Balladen)
- Historien (Geschichte)
- Bibelhistorien (Bibelgeschichte)
- Aften (Abend)

## Liste der Lieder (19. Ausgabe)
Die folgende Übersicht ist alphabetisch geordnet. Sie folgt der 19. Ausgabe, worin 601 Lieder enthalten sind:

### A
- 560. Abraham sad i Mamre-lund
- 440. Ack, Värmeland, du sköna
- 169. Afmagtssang
- 600. Aftenbøn
- 477. Aftentur med Rosalina
- 492. Agnete og Havmanden
- 32. Aleneste Gud i Himmerig
- 53. Alle mine kilder skal være hos dig
- 50. Alt, hvad som fuglevinger fik
- 577. Altid frejdig, når du går
- 57. Amazing Grace
- 425. Arnajaraqs vandringssang
- 165. At dø er at rejse
- 213. At kende sig selv
- 181. At lære er at ville befri sin ensomhed
- 195. At samles, skilles ad
- 46. At sige verden ret farvel
- 194. Auld Lang Syne
- 254. Away in a Manger

### B
- 247. Barn Jesus i en krybbe lå
- 106. Barndommens gade
- 129. Barndommens land
- 291. Bedstefar, tag dine tænder på
- 36. Befal du dine veje
- 14. Begynd daen med en sang
- 189. Billeder af brand og mord
- 503. Bladet i bogen sig vender
- 66. Blinkende dråber fra træernes grene
- 574. Bliv hos os, når dagen hælder
- 171. Blomsterkransebrud
- 231. Blomstre som en rosengård
- 522. Blowin’ in the Wind
- 402. Blæsten går frisk over Limfjordens vande
- 499. Bonden og elverpigen
- 121. Both Sides Now
- 101. Byens lys
- 584. Byssan lull

### C
- 447. Chrysillis, du mit verdens guld
- 401. Cykelsangen

### D
- 478. Da jeg mødte dig
- 367. Dagen blir så kort ved Allehelgen
- 573. Dagen går med raske fjed
- 599. Dagen slipper grebet
- 30. Daggryet lister sig frem over himlen
- 330. Dagvise
- 410. Danmark
- 539. Danmark for folket
- 512. Danmark, dejligst vang og vænge
- 406. Danmark, dit indre ocean
- 333. Danmark, nu blunder den lyse nat
- 404. Danmarks dale
- 383. Danmarks engel
- 415. Danmarksfilm
- 471. Dansevise
- 212. Danskerne findes i mange modeller
- 596. De blå og grønne nætter
- 487. De milde vinde en forårsnat
- 541. De mørke fugle fløj
- 137. De smukke unge mennesker
- 96. De små børns smil
- 366. De sniger sig så hemmeligt afsted
- 224. De unges sang
- 234. December: årets endeligt
- 261. Decembernat
- 264. Dejlig er den himmel blå
- 56. Dejlig er jorden
- 407. Dejlighedssang
- 281. Den blå anemone
- 179. Den danske sang er en ung blond pige
- 466. Den första gång jag såg dig
- 295. Den gamle skærslippers forårssang
- 311. Den grønne søde vår
- 284. Den kedsom vinter gik sin gang
- 567. Den klare sol går ned
- 139. Den lige vej
- 345. Den lyse nat
- 464. Den milde dag er lys og lang
- 428. Den mindste klump
- 2. Den mørke nat forgangen er
- 274. Den nye sne
- 1. Den signede dag med fryd vi ser
- 370. Den sorte fugl er kommet
- 365. Den store hvide flok vi se
- 543. Den tiende muse
- 199. Den trænger ud til hvert et sted
- 239. Den yndigste rose er funden
- 521. Dengang jeg drog af sted
- 22. Denne morgens mulighed
- 394. Der dukker af disen min fædrenejord
- 412. Der er et venligt, lille land
- 376. Der er et yndigt land
- 271. Der er ingenting i verden så stille som sne
- 232. Der er noget i luften
- 211. Der findes en frihed
- 166. Der findes en livstid for alting på jorden
- 569. Der Mond ist aufgegangen
- 564. Der sad en fisker så tankefuld
- 494. Der stode tre skalke
- 495. Der står en lind i min faders gård
- 572. Der står et slot i vesterled
- 182. Der truer os i tiden
- 177. Derfor kan vort øje glædes
- 316. Det dirrer i luften af dråbestøv
- 270. Det er hvidt herude
- 287. Det er i dag et vejr - et solskinsvejr
- 289. Det er lærkernes tid
- 537. Det er os, det er os
- 309. Det er så køhnt, det er så dejle
- 460. Det er så yndigt at følges ad
- 229. Det første lys er Ordet, talt af Gud
- 529. Det haver så nyligen regnet
- 241. Det kimer nu til julefest
- 547. Det kom som en susen ved aften
- 532. Det lyder som et eventyr
- 278. Det lyser koldt i februar
- 352. Det lysner over agres felt
- 362. Det løvfald, som vi kom så alt for nær
- 544. Det mørkner i vort år
- 453. Det var en lørdag aften
- 454. Det var en lørdag aften (PH)
- 523. Det var en sommermorgen
- 527. Det, som lysner over vangen
- 196. Die Gedanken sind frei!
- 540. Die Moorsoldaten
- 225. Dommen er faldet, ingen appel
- 488. Dronning Dagmars død
- 507. Drømte mig en drøm i nat
- 360. Du bakkebløde bondeland
- 504. Du bærer din fortid
- 339. Du danske sommer, jeg elsker dig
- 436. Du gamla, du fria
- 358. Du gav mig, o Herre, en lod af din jord
- 398. Du gav os de blomster, som lyste imod os
- 64. Du kom til vor runde jord
- 395. Du kære blide danske bæk
- 72. Du lagde livstid i min krop
- 60. Du satte dig selv i de nederstes sted
- 111. Du ska få en dag i mårå
- 69. Du skal elske din næste som dig selv
- 104. Du skal plante et træ
- 525. Du skønne land med dal og bakker fagre
- 59. Du, som gir os liv og gør os glade
- 591. Du, som har tændt millioner af stjerner
- 119. Duerne flyver af og til op
- 375. Dybt hælder året i sin gang
- 337. Døber, sanger, knægte, flammer
- 152. Dåser rasler i morgengry

### E
- 489. Ebbe Skammelsøn
- 369. Efterår
- 361. Efterårsblæst
- 153. Eg ser
- 183. Egetræet tungt af alder
- 490. Elverskud
- 546. En lærke letted, og tusind fulgte
- 236. En rose så jeg skyde
- 349. En stille, høstlig brusen
- 256. En stjerne skinner i natt
- 94. En strimma hav
- 95. En sømand har sin enegang
- 528. En vise om andemad
- 444. En yndig og frydefuld sommertid
- 221. Er der steder hvor sandheden synger
- 82. Er lyset for de lærde blot
- 416. Er Vesterhavet vest nok
- 242. Et barn er født i Betlehem
- 593. Et hav, der vugger sig til ro nu
- 71. Et hus at komme til
- 87. Et jævnt og muntert, virksomt liv på jord
- 110. Et mannakorn
- 116. Et samfund kan være så stenet

### F
- 409. Farvernes landskab
- 277. Februar
- 482. Fields of Gold
- 443. Finlandia
- 438. Fjäriln vingad syns på Haga
- 534. Flyv højt, vor sang, på stærke vinger
- 83. Folkeligt skal alt nu være
- 197. Folket er endnu forblindet
- 399. For en fremmed barskt og fattigt
- 124. For livet, ikke for skolen
- 167. For vist vil de komme
- 480. Forelskelsessang
- 486. Fortabt er jeg stadig
- 548. Forår over Europa
- 307. Forårsdag
- 586. Forårsnat
- 293. Forårssang uden håb
- 372. Fra vest står blæsten
- 575. Fred hviler over land og by
- 192. Freude, schöner Götterfunken
- 191. Frihed er det bedste guld
- 226. Frihedens lysdøgn
- 220. Frit land
- 283. Frydeligt med jubelkor
- 556. Fuglene
- 329. Fyldt med blomster blusser
- 414. Fædrelandet
- 382. Fædreneland! ved den bølgende strand

### G
- 324. Gak ud, min sjæl, betragt med flid
- 411. Gamle Danmark
- 218. Gi' os lyset tilbage
- 209. Giv dem himlen tilbage
- 44. Giv mig, Gud, en salmetunge
- 249. Glade jul, dejlige jul
- 592. Go' nu nat
- 24. Godmorgen, lille land
- 445. Greensleeves
- 310. Grøn er vårens hæk
- 70. Grøn salme
- 437. Gubben Noach
- 11. Gud ske tak og lov
- 276. Guds nåde er en vintergæk
- 563. Guldkalven
- 90. Gøglervise
- 230. Gør døren høj, gør porten vid
- 107. Gå stille og tyst

### H
- 479. Hallelujah
- 531. Han gik no å pløje å nynne en vis
- 313. Han kommer med sommer
- 257. Happy Xmas (War Is Over)
- 156. Har du fyr
- 112. Har du visor, min vän
- 253. Hark! The Herald Angels Sing
- 491. Harpens kraft
- 396. Havet omkring Danmark
- 451. Heidenröslein
- 306. Hej april
- 403. Her har hjertet hjemme
- 522. Her rejses en skole som mange før
- 40. Her vil ties, her vil bies
- 338. Herligt, en sommernat
- 37. Herre Gud! Dit dyre navn og ære
- 587. Herre min Gud, vad den månen lyser
- 301. Hil dig, Frelser og Forsoner
- 308. Hilsen til forårssolen
- 43. Himlene, Herre, fortælle din ære
- 385. Hist, hvor vejen slår en bugt
- 237. Hjerte, løft din glædes vinger
- 304. Hold da op! Hvad sker der her
- 233. Hold håbet op
- 78. Hulde engel, du min barndoms ven
- 457. Hun er sød, hun er blød
- 459. Hvad er det, min Marie
- 143. Hvad er vel livet uden musik
- 190. Hvad findes der mere
- 84. Hvad solskin er for det sorte muld
- 526. Hvad synger du om så højt i det blå
- 160. Hvad tænker Ingrid på
- 41. Hvad vindes på verdens vidtløftige hav
- 558. Hver dag en ny dag
- 462. Hvis jeg kunne synge
- 215. Hvor du sætter din fod
- 331. Hvor skoven dog er frisk og stor
- 400. Hvor smiler fager den danske kyst
- 467. Hvorfor er lykken så lunefuld
- 260. Højt fra træets grønne top
- 422. Højt over jorden den blånende himmel

### I
- 323. I al sin glans nu stråler solen
- 508. I alle de riger og lande
- 384. I Danmark er jeg født
- 238. I denne søde juletid
- 102. I dit korte liv
- 186. I hjerterne begynder
- 554. I kan ikke slå os ihjel (Christiania)
- 565. I kvæld blev der banket på
- 223. I mit grænseland
- 601. I skovens dybe, stille ro
- 332. I skyggen vi vanke
- 269. I sne står urt og busk i skjul
- 390. I Synnerjylland, dér er æ føjt
- 10. I østen stiger solen op
- 154. I'm a Photographer
- 319. Idas sommarvisa
- 207. Imagine
- 205. In My Life
- 85. Ingen har guldtårer fældet
- 446. It was a lover and his lass
- 146. I’ve Seen It All

### J
- 144. Jâ va lidinj horra
- 435. Ja, vi elsker dette landet
- 448. Jag vet en dejlig rosa
- 267. Januar har sne på huen
- 266. Januar puster sin rastløse vilje
- 536. Jeg bærer med smil min byrde
- 216. Jeg drømmer så tit om et sted
- 125. Jeg ejer både mark og eng
- 389. Jeg elsker de grønne lunde
- 88. Jeg elsker den brogede verden
- 343. Jeg er havren. Jeg har bjælder på
- 562. Jeg gik i marken og vogtede får
- 173. Jeg gik mig ud en sommerdag
- 501. Jeg husker det hele, jeg husker ingenting
- 452. Jeg kan se på dine øjne
- 42. Jeg kender et land
- 188. Jeg lærte som lille, at tonerne gror
- 393. Jeg ser de bøgelyse øer
- 184. Jeg ser de lette skyer
- 93. Jeg ved en lærkerede
- 388. Jeg ved, hvor der findes en have så skøn
- 305. Jeg vælger mig april
- 91. Jens Vejmand
- 580. Jeronimus' sang
- 248. Julen har bragt velsignet bud
- 245. Julen har englelyd
- 259. Juletræet med sin pynt
- 185. Julies sprog
- 549. Jutlandia
- 387. Jyden han æ stærk å sej
- 386. Jylland mellem tvende have

### K
- 168. Kaos i min hjerne
- 246. Kimer, I klokker
- 47. Kirkeklokken
- 45. Kirken den er et gammelt hus
- 429. Kom nu veninde
- 279. Kom, maj, du søde, milde
- 519. Kommer hid, I piger små
- 516. Kong Christian stod ved højen mast
- 561. Kong Farao var en ugudelig krop
- 511. Kong Vermund den gamle
- 201. Kringsatt av fiender
- 302. Krist stod op af døde
- 140. Kys det nu, det satans liv
- 378. Kær est du, fødeland
- 381. Kærlighed til fædrelandet
- 481. Kærlighedssang ved et tab
- 576. Kølig det lufter i måneskin mat

### L
- 244. Lad det klinge sødt i sky
- 463. Landskab
- 133. Langebro
- 370. Langt højere bjerge så vide på jord
- 517. Leonoras morgendigt
- 500. Leonoras vise
- 113. Let It Be
- 280. Liden sol i disse uger
- 114. Life on Mars
- 334. Lige før timerne mørkner i juni
- 54. Lille Guds barn, hvad skader dig?
- 258. Lille Messias
- 476. Lille sang til Nina
- 147. Linedanser
- 92. Lirekassen
- 142. Livstræet
- 235. Lovet være du, Jesus Krist
- 292. Luk døren op og se
- 321. Lyse nætter
- 26. Lyset er vendt
- 28. Lyset springer pluds'lig ud
- 31. Lyset vælder ind i verden
- 8. Lysets engel går med glans
- 282. Lysfyldt morgen, til marven kold

### M
- 531. Madeleine
- 458. Mads Doss
- 542. Man binder os på mund og hånd
- 557. Man må trække en grænse
- 100. Manden på risten
- 350. Marken er mejet, og høet er høstet
- 134. Masser af succes
- 545. Men det bli'r atter stille efter stormen
- 80. Menneske først og kristen så
- 61. Menneske, din egen magt
- 86. Menneskelivet er underligt
- 117. Mens jorden driver roligt rundt
- 178. Mi nååbo, Pe Sme
- 335. Midsommervise
- 430. Min blomst
- 48. Min Jesus, lad mit hjerte få
- 74. Min nåde er dig nok
- 465. Min pige er så lys som rav
- 155. Mirakelnatten
- 240. Mit hjerte altid vanker
- 413. Mit land
- 138. Moder jord
- 172. Moders navn er en himmelsk lyd
- 25. Morgen, lys af muligheder
- 19. Morgenens grålys
- 5. Morgenhanen atter gol
- 6. Morgenstund har guld i mund
- 18. Morning has broken
- 513. Morten Luther
- 371. Mørk er november
- 128. Mørkets sang

### N
- 161. Natskygge
- 571. Natten er så stille
- 597. Nirvana
- 203. Noget om billigrejser
- 589. Noget om en dejlig nat
- 202. Noget om helte
- 115. Noget om kraft
- 417. Nordisk Hymne
- 373. November går tungt gennem byen
- 374. November igen
- 322. Nu bede vi den Helligånd
- 20. Nu blitzer edderkoppespind i graner
- 326. Nu blomstertiden kommer
- 15. Nu drejer vort land sig mod solen
- 346. Nu er dagen fuld af sang
- 351. Nu er det længe siden
- 570. Nu er jord og himmel stille
- 359. Nu falmer skoven trindt om land
- 33. Nu fryde sig hver kristen mand
- 590. Nu går solen sin vej
- 566. Nu hviler mark og enge
- 290. Nu hælder Europa mod sol igen
- 328. Nu lyser løv i lunde
- 149. Nu regner det så stille
- 3. Nu rinder solen op
- 7. Nu ringer alle klokker mod sky
- 81. Nu skal det åbenbares
- 35. Nu takker alle Gud
- 12. Nu titte til hinanden
- 255. Nu tændes tusind julelys
- 9. Nu vågne alle Guds fugle små
- 420. Nuna asiilasooq
- 419. Nunarput utoqqarsuanngoravit
- 58. Nåden er din dagligdag
- 29. Når det spirer som i dag
- 327. Når egene knoppes
- 127. Når jeg bli'r gammel
- 538. Når jeg ser et rødt flag smælde
- 285. Når vinteren rinder i grøft og i grav
- 73. Når vintermørket blæser sorg og længsel ind
- 318. Når æbletræets hvide gren

### O
- 252. O come, all ye faithful
- 426. O Færø, så fager
- 51. O kristelighed
- 433. O sommersol, så signefuld!
- 432. Ó, Guð, vors lands (Vort hjemlands Gud)
- 75. Og Gud sang
- 364. Oktoberdag i flammer
- 363. Oktoberdagens skiften
- 200. Ole sad på en knold og sang
- 38. Om alle mine lemmer
- 135. Om lidt bli'r her stille
- 39. Op, al den ting, som Gud har gjort
- 312. Opvåvni
- 198. Over de høje fjelde

### P
- 136. Papirsklip
- 559. Paradiset
- 553. Penny Lane
- 123. Perfect Day
- 89. På det jævne, på det jævne
- 509. På Sjølunds fagre sletter
- 514. På Tave bondes ager ved Birkende by
- 299. Påskeblomst! hvad vil du her
- 297. Påskemorgen

### R
- 120. Raindrops Keep Fallin’ on My Head
- 164. Ramadan i København
- 493. Ramund var sig en bedre mand
- 498. Ravnen
- 368. Regnvejrsdag i november
- 533. Rejs jer, fordømte her på jorden
- 434. Rid nu, rid nu
- 484. Right Next to the Right One
- 594. Ró
- 456. Roselil' og hendes moder
- 379. Rosen blusser alt i Danas have

### S
- 176. Sangen har lysning
- 98. Sangen om Larsen
- 148. Sat her i forvirringstiden
- 342. Se dig ud en sommerdag
- 320. Se, det summer af sol over engen
- 13. Se, nu stiger solen af havets skød
- 353. Sensommervise
- 355. Septembers himmel er så blå
- 568. Sig månen langsomt hæver
- 520. Sig nærmer tiden, da jeg må væk
- 251. Silent Night, Holy Night
- 515. Skipper Klements morgensang
- 193. Skuld gammel venskab rejn forgo
- 485. Skybrud
- 228. Skyerne gråne, og løvet falder
- 475. Smuk og dejlig
- 535. Snart dages det, brødre, det lysner i øst
- 268. Sneen dækker mark og mose
- 272. Sneflokke kommer vrimlende
- 510. Sol er oppe
- 23. Solen begynder at gløde
- 585. Solen er så rød, mor
- 103. Solen står stille i Gibeons dal
- 170. Solhverv
- 262. Solhvervssang
- 286. Som de første forårsdage
- 298. Som den gyldne sol frembryder
- 505. Som dybest brønd gi'r altid klarest vand
- 162. Som en hvisken gennem kornet
- 424. Som en morgen, når solen står strålende op
- 397. Som en rejselysten flåde
- 303. Som forårssolen morgenrød
- 16. Som sol der rammer klodernes gang
- 265. Som året går
- 347. Sommerens ø
- 294. Sommerfuglen
- 325. Sommersalme
- 341. Sommersang uden sol
- 336. Sommersolhvervssang
- 76. Sorrig og glæde de vandre til hobe
- 595. Sov nu sødt
- 588. Sov på min arm
- 49. Sov sødt, barnlille
- 583. Sov, min egen, sov, lille nor
- 180. Sproget
- 273. Spurven sidder stum bag kvist
- 63. Spænd over os dit himmelsejl
- 408. Stenen slår smut på det danske vand
- 250. Stille Nacht, heilige Nacht
- 469. Stille nat
- 582. Stille, hjerte, sol går ned
- 497. Stolt Vesselil
- 97. Storbyens ensomhed
- 314. Storken sidder på bondens tag
- 17. Svantes lykkelige dag
- 131. Svantes sorte vise
- 132. Svantes svanesang
- 219. Syv kjoler for synligheden
- 581. Sænk kun dit hoved, du blomst
- 356. Sæsonen er slut
- 208. Så dyrker de korn på et alter i Chile
- 27. Så kom den lyse morgen
- 105. Så länge skutan kan gå
- 468. Så tag mit hjerte
- 598. Så, min sol, gå bare ned
- 210. Sång til friheten

### T
- 300. Tag det sorte kors fra graven
- 145. Those Who Were
- 275. Tidlig vår
- 470. Til en følsom veninde
- 461. Til en veninde
- 55. Til himlene rækker din miskundhed, Gud
- 77. Tit er jeg glad
- 496. To søstre
- 430. Tordenbygen
- 67. Troen er ikke en klippe
- 427. Tú alfagra land mítt (O Færo, så fager)
- 579. Tunge, mørke natteskyer
- 150. Tænd et lys for mig
- 126. Tænk, at livet koster livet

### U
- 62. Uberørt af byens travlhed
- 99. Ud ad landevej'n der sku' man gå
- 79. Udrundne er de gamle dage
- 518. Udrust dig, helt fra Golgata
- 130. Udsigt i kikkert
- 204. Ulandsvise
- 483. Undantag
- 377. Underlige aftenlufte
- 159. Undertiden
- 423. Ung har jeg været
- 506. Universet var tavst
- 65. Usynlige
- 450. Uti vår hage där växa blå bär

### V
- 502. Velfærdsdødedansen
- 174. Velkommen i den grønne lund
- 243. Velkommen igen, Guds engle små
- 288. Velkommen, lærkelil!
- 449. Vem kan segla förutan vind
- 391. Venner, ser på Danmarks kort
- 296. Verden er våd og lys
- 473. Veronica, Veronica
- 118. Vi har kun én sol
- 157. Vi henter tidevandet ind
- 52. Vi kan føle, vi skal lære
- 357. Vi pløjed, og vi så'de
- 21. Vi ser det i de klare nætters himmel
- 344. Vi skal ikkje sova bort sumarnatta
- 392. Vi sletternes sønner
- 529. Vi sålde våra hemman
- 68. Vi trækker streger
- 108. Vi, der valgte regnen
- 158. Vidunderligt tænkt
- 439. Vila vid denna källa!
- 348. Vipper springe
- 455. Visa från Utanmyra
- 474. Visen om de atten svaner
- 34. Vor Gud han er så fast en borg
- 431. Vort hjemlands Gud
- 175. Vort modersmål er dejligt
- 418. Vort ældgamle land
- 354. Vägen hem var mycket lång
- 227. Vær velkommen, Herrens år (advent)
- 263. Vær velkommen, Herrens år (nytår)
- 109. Være-digtet
- 4. Vågn op og slå på dine strenge
- 151. Vår beste dag
- 442. Vårt land, vårt land
- 317. Vårvise

### W
- 530. Waltzing Matilda
- 551. We Shall Overcome
- 122. What a Wonderful World
- 550. Where Have All the Flowers Gone
- 578. Wiegenlied
- 555. Wind of Change
- 206. With a Little Help from My Friends

### Y
- 214. You’ve Got a Friend

### Å
- 472. Å, den som var en løvetann
- 315. Å så let er dit fodtrin
- 222. Åbent hjerte
- 141. Åbent landskab
- 441. Ålandsvisen
- 405. Årstiderne

## 12 Lieder im dänischen „Kulturkanon“
Zwölf der Lieder wurden als Teil des dänischen Kulturkanons (dänisch Danmarks Kulturkanon) ausgewählt:
1. „Den signede dag med fryd vi ser“: von C.E.F. Weyse und N.F.S. Grundtvig
2. „Det var en lørdag aften“: Volksmelodie, umgeschrieben von Svend Grundtvig
3. „En yndig og frydefuld sommertid“: Volksmelodie und Text aus dem Mariagem-Gebiet
4. „Vi sletternes sønner“: Melodie Carl Nielsen, Text Ludvig Holstein
5. „Jens Vejmand“: Melodie Carl Nielsen, Text Jeppe Aakjær
6. „Det er hvidt herude“: Melodie Thomas Laub, Text St.St. Blicher
7. „Danmark, nu blunder den lyse nat“: Melodie Oluf Ring, Text Thøger Larsen
8. „I Danmark er jeg født“: Melodie Poul Schierbeck, Text H.C. Andersen
9. „Jeg ser de bøgelyse øer“: Melodie Thorvald Aagaard, Text L.C. Nielsen
10. „Du gav os de blomster, som lyste imod os“: Melodie Otto Mortensen, Text Helge Rode
11. „Septembers himmel er så blå“: Melodie Otto Mortensen, Text Alex Garff
12. „Vi elsker vort land“: Melodie P.E. Lange-Müller/Shu-Bi-Dua

## Verschiedenes
„Ähnlich dem Højskolesangbogen gab es in Sønderjylland (Südjütland / Nordschleswig) zur Zeit der deutschen Besatzung von 1864 bis 1920 das „Blaue Liederbuch““.